# Treptow-Köpenick
Treptow-Köpenick er det niende af Berlins tolv distrikter (tysk: Bezirke). Det udgøres af bydelene (tysk: Ortsteile) Alt-Treptow, Plänterwald, Baumschulenweg, Johannisthal, Niederschöneweide, Altglienicke, Adlershof, Bohnsdorf, Oberschöneweide, Köpenick, Friedrichshagen, Rahnsdorf, Grünau, Müggelheim og Schmöckwitz.
Med et areal på 168 km2 og et befolkningstal på 273.689 (2020) er Treptow-Köpenick det henholdsvis største og fjerdemindst folkerige distrikt i Berlin. Med 1.629 indbyggere pr. km2 har distriktet byens laveste befolkningstæthedsgrad.
Distriktets lokale borgerrepræsentation (tysk: Bezirksverordnetenversammlung) domineres af partiet SPD med 15 ud af 55 pladser. Siden 2011 har Oliver Igel (SPD) været Treptow-Köpenicks distriktsborgmester (tysk: Bezirksbürgmeister). Han udgør sammen med fire øvrige forvaltere (tysk: Bezirksstadträte), valgt af Treptow-Köpenicks borgerrepræsentation, distriktets daglige ledelse (tysk: Bezirksamt).    

## Treptow-Köpenicks bydele
Treptow-Köpenick er inddelt i følgende bydele:
| Bydele                 | Areal (km2) | Befolkningstal 31. december 2020 | Befolkningstæthed pr. km2 |
| ---------------------- | ----------- | -------------------------------- | ------------------------- |
| 0901 Alt-Treptow       | 2,31        | 13.167                           | 5.700                     |
| 0902 Plänterwald       | 3,01        | 11.299                           | 3.754                     |
| 0903 Baumschulenweg    | 4,82        | 18.894                           | 3.920                     |
| 0904 Johannisthal      | 6,54        | 19.960                           | 3.052                     |
| 0905 Niederschöneweide | 3,49        | 13.004                           | 3.726                     |
| 0906 Altglienicke      | 7,89        | 29.595                           | 3.751                     |
| 0907 Adlershof         | 6,11        | 20.210                           | 3.308                     |
| 0908 Bohnsdorf         | 6,52        | 11.859                           | 1.819                     |
| 0909 Oberschöneweide   | 6,18        | 23.638                           | 3.825                     |
| 0910 Köpenick          | 34,92       | 67.148                           | 1.923                     |
| 0911 Friedrichshagen   | 14,02       | 19.009                           | 1.356                     |
| 0912 Rahnsdorf         | 21,45       | 9.856                            | 459                       |
| 0913 Grünau            | 9,13        | 7.217                            | 790                       |
| 0914 Müggelheim        | 22,22       | 6.867                            | 309                       |
| 0915 Schmöckwitz       | 17,14       | 4.442                            | 259                       |

## Politik

### Distriktsforvaltningen i Treptow-Köpenick
Den daglige politiske ledelse af distriktet varetages af følgende distriktsforvaltere:
| Distriktsforvaltere                  | Parti     |
| ------------------------------------ | --------- |
| Distriktsborgmester Oliver Igel      | SPD       |
| Vicedistriktsborgmester Gernot Klemm | Die Linke |
| Rainer Hölmer                        | SPD       |
| Bernd Geschanowski                   | AfD       |
| Cornelia Flader                      | CDU       |

### Borgerpræsentationen i Treptow-Köpenick
Distriktets lokale borgerrepræsentation har siden distriktsvalget 18. september 2016 haft følgende sammensætning:
| Parti                 | Pladser |
| --------------------- | ------- |
| SPD                   | 15      |
| Die Linke             | 14      |
| AfD                   | 12      |
| CDU                   | 7       |
| Bündnis 90/Die Grünen | 5       |
| FDP                   | 2       |
| I alt                 | 55      |

### Internationale venskabsbyer
- East Norriton Township, USA (siden 1991)
- Mokotów, Polen (siden 1993)
- Albinea, Italien (siden 1997)
- Cajamarca, Peru (siden 1998)
- Mürzzuschlag, Østrig (siden 2002)
- Olomouc, Tjekkiet (siden 2002)
- Subotica, Serbien (siden 2002)
- Izola, Slovenien (siden 2002)
- Veszprém, Ungarn (siden 2002)
- Tepebaşı, Tyrkiet (siden 2017)

### Nationale venskabsbyer
- Köln, Nordrhein-Westfalen (siden 1990)
- Odernheim am Glan, Rheinland-Pfalz (siden 1997)